# Distoleon monardi
Distoleon monardi is een insect uit de familie van de mierenleeuwen (Myrmeleontidae), die tot de orde netvleugeligen (Neuroptera) behoort. 
Distoleon monardi is voor het eerst wetenschappelijk beschreven door Esben-Petersen in 1931.